# Ryan Toolson
Ryan Toolson, (nacido el 21 de marzo de 1985 en Gilbert, Arizona) es un exjugador de baloncesto estadounidense retirado. Con 1.93 de estatura, su puesto natural en la cancha era el de escolta.
Con 70 tiros libres anotados de forma consecutiva, posee el récord en ACB junto con Nacho Ordín.
En la temporada 2018-19 anotó 61 tiros libres de 62 intentados, con 98,4%, se colocó el segundo en porcentaje en la historia de la ACB,  después de Jimmy Baron.

## Trayectoria
Se formó en Utah Valley State, de la liga universitaria estadounidense (NCAA), donde jugó tres temporadas (2006-2009), antes de fichar por el Pınar Karşıyaka, de Turquía.
En 2010, dio el salto a la liga italiana, con el Pallacanestro Treviso, donde en la Serie A y en la Eurocup.
En marzo de 2011 salió cedido al Sutor Basket Montegranaro.
En 2011 firma con el Petkim Aliağa de la Türkiye 1.
En 2012 firma por el CB Gran Canaria, donde fue uno de los jugadores más destacados, en la que coincidió con la mejor de la historia del club al haber disputado por primera vez las semifinales de la Copa del Rey y del Playoff por el título ACB.
En 11 de junio de 2013 se hace oficial la firma de un contrato de un año con opción a otro con el Unicaja Málaga. Tras una temporada irregular debido a su lesión en junio de 2014, el Unicaja Málaga ejerció la cláusula de renovación por una temporada más.
En julio de 2015, Toolson abandona el Unicaja tras dos temporadas, el último año tuvo un promedio de 11.9 puntos y 2.1 asistencias en la liga Endesa, y 10.9 puntos y 2.5 asistencias en la Euroliga. En verano de 2015 ficha por el Zenit Sant Petersburgo.
Tras dos temporadas en el club ruso, ficha por el Istanbul BB donde juega en la temporada 2017-2018.
En julio de 2018 se oficializa su fichaje por el BAXI Manresa de la Liga ACB por dos temporadas.

## Vida personal
Es primo de Andy Toolson y sobrino de Danny Ainge, también jugadores profesionales de baloncesto.